# Hal Fulton
Hal Fulton (Austin) es un informático, programador y autor estadounidense.
Tiene dos títulos en ciencias de la computación de la Universidad de Misisipi, fue profesor durante cuatro años.
Es un miembro de la Asociación de los Sistemas Informáticos y del Instituto de Ingeniería Eléctrica y Electrónica (IEEE).  Hal Fulton es un experto en lenguaje de programación interpretado Ruby. Su libro The Ruby Way tiene más de 3 ediciones y ha sido traducido a varios idiomas como el chino.

## Libros
- 2001, The Ruby Way (ISBN 978-0672320835)
- 2007, The space activist's handbook (ISBN 978-0979474712)
- 2007, The Mars manifesto (ISBN 978-0979474705)